# Koprivnica (Slowakei)
Koprivnica (bis 1927 slowakisch auch „Pokryvnica“; ungarisch Magyarkapronca – bis 1907 Kapronca) ist eine Gemeinde im Osten der Slowakei mit 663 Einwohnern (Stand 31. Dezember 2024). Sie gehört zum Okres Bardejov, einem Kreis des Prešovský kraj, und wird zur traditionellen Landschaft Šariš gezählt.

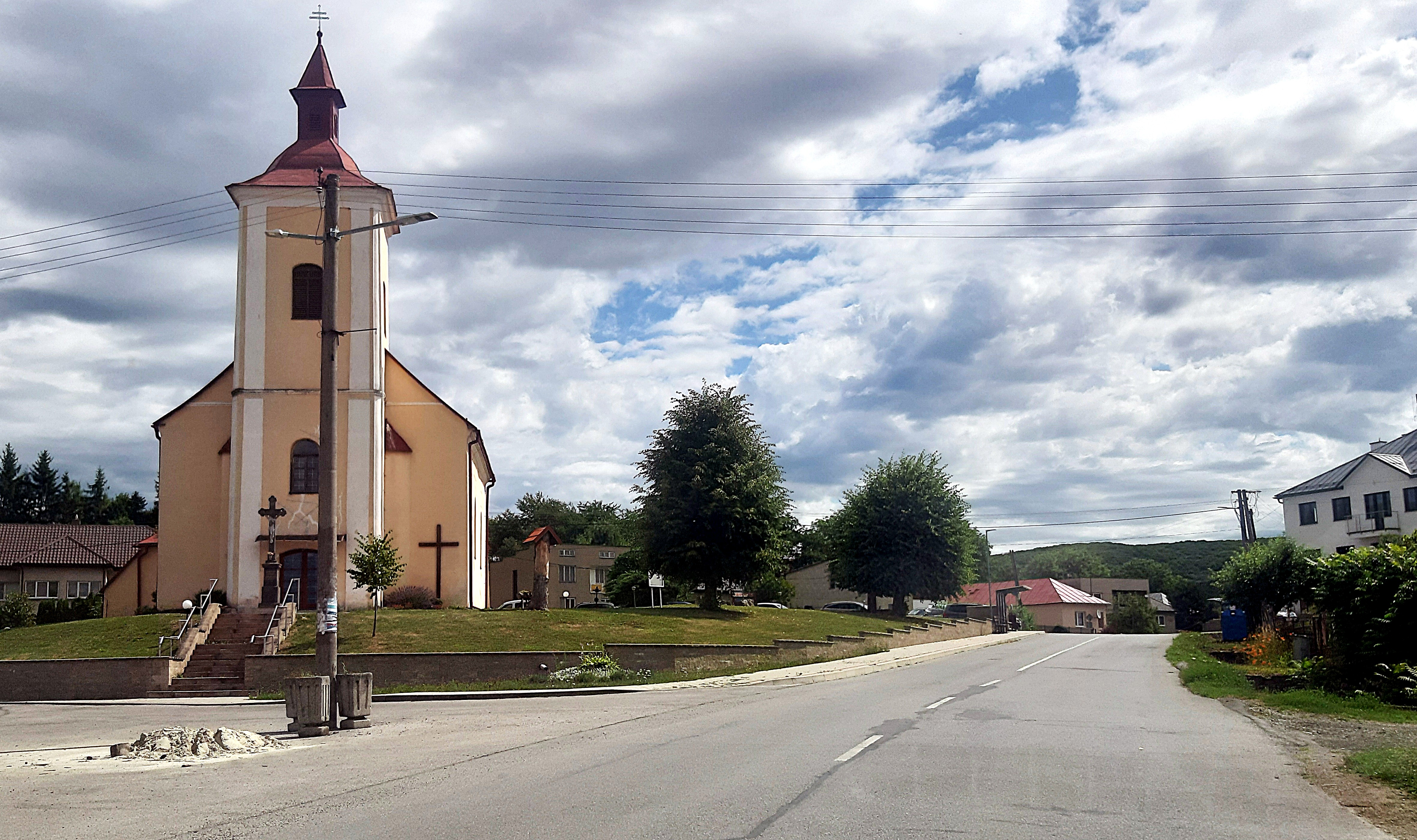
Koprivnica

## Geographie
Die Gemeinde befindet sich am südwestlichen Rand der Niederen Beskiden im Tal des Flüsschens Koprivnička im Einzugsgebiet der Topľa. Das Ortszentrum liegt auf einer Höhe von 223 m n.m. und ist 13 Kilometer von Giraltovce sowie 24 Kilometer von Bardejov entfernt.
Nachbargemeinden sind Kochanovce und Harhaj im Norden, Vyšný Kručov im Osten, Kuková im Südosten, Stuľany im Süden und Buclovany im Westen.

## Geschichte
Koprivnica wurde zum ersten Mal 1283 als Kaproncha schriftlich erwähnt und war im 13. Jahrhundert Sitz einer kleinen Herrschaft. Im 14. Jahrhundert gab es eine Mühle im Ort. 1427 wurden nach einem Steuerverzeichnis 62 Porta verzeichnet. Bis 1433 war das Dorf Besitz des Geschlechts Cudar, im 16. und 17. Jahrhundert war es Besitz der Familie Bertóty und war häufig gepfändet. 1787 hatte die Ortschaft 67 Häuser und 534 Einwohner, 1828 zählte man 119 Häuser und 876 Einwohner, die als Landwirte beschäftigt waren.
Bis 1918 gehörte der im Komitat Sáros liegende Ort zum Königreich Ungarn und kam danach zur Tschechoslowakei beziehungsweise heute Slowakei.

## Bevölkerung
| Jahr                | 1994 | 2004    | 2014    | 2024    |
| ------------------- | ---- | ------- | ------- | ------- |
| Anzahl der Personen | 675  | 689     | 685     | 663     |
| Unterschied         |      | +2,07 % | −0,58 % | −3,21 % |

| Jahr                | 2023 | 2024    |
| ------------------- | ---- | ------- |
| Anzahl der Personen | 661  | 663     |
| Unterschied         |      | +0,30 % |

Gemäß der Volkszählung 2011 wohnten in Koprivnica 688 Einwohner, davon 680 Slowaken, drei Ukrainer sowie jeweils ein Pole und Tscheche. Drei Einwohner machten keine Angabe zur Ethnie.
639 Einwohner bekannten sich zur römisch-katholischen Kirche, 24 Einwohner zur Evangelischen Kirche A. B., 11 Einwohner zur griechisch-katholischen Kirche und ein Einwohner zur orthodoxen Kirche. Fünf Einwohner waren konfessionslos und bei acht Einwohnern wurde die Konfession nicht ermittelt.

## Bauwerke
- römisch-katholische Andreaskirche aus dem 14. Jahrhundert, ursprünglich gotisch, seither mehrmals erneuert und 1748 barockisiert
- Landsitz im klassizistischen Stil aus dem Anfang des 19. Jahrhunderts
- kleiner Landsitz aus der ersten Hälfte des 19. Jahrhunderts